# هتفیلد هیث
هتفیلد هیث (به انگلیسی: Hatfield Heath) یک روستا در بریتانیا است که در Hatfield Heath واقع شده‌است. هتفیلد هیث ۱٬۹۳۰ نفر جمعیت دارد.